# Bryum subcalophyllum
Bryum subcalophyllum là một loài Rêu trong họ Bryaceae. Loài này được (H. Philib.) Paris mô tả khoa học đầu tiên năm 1900.